# HMS Rodney (1925)

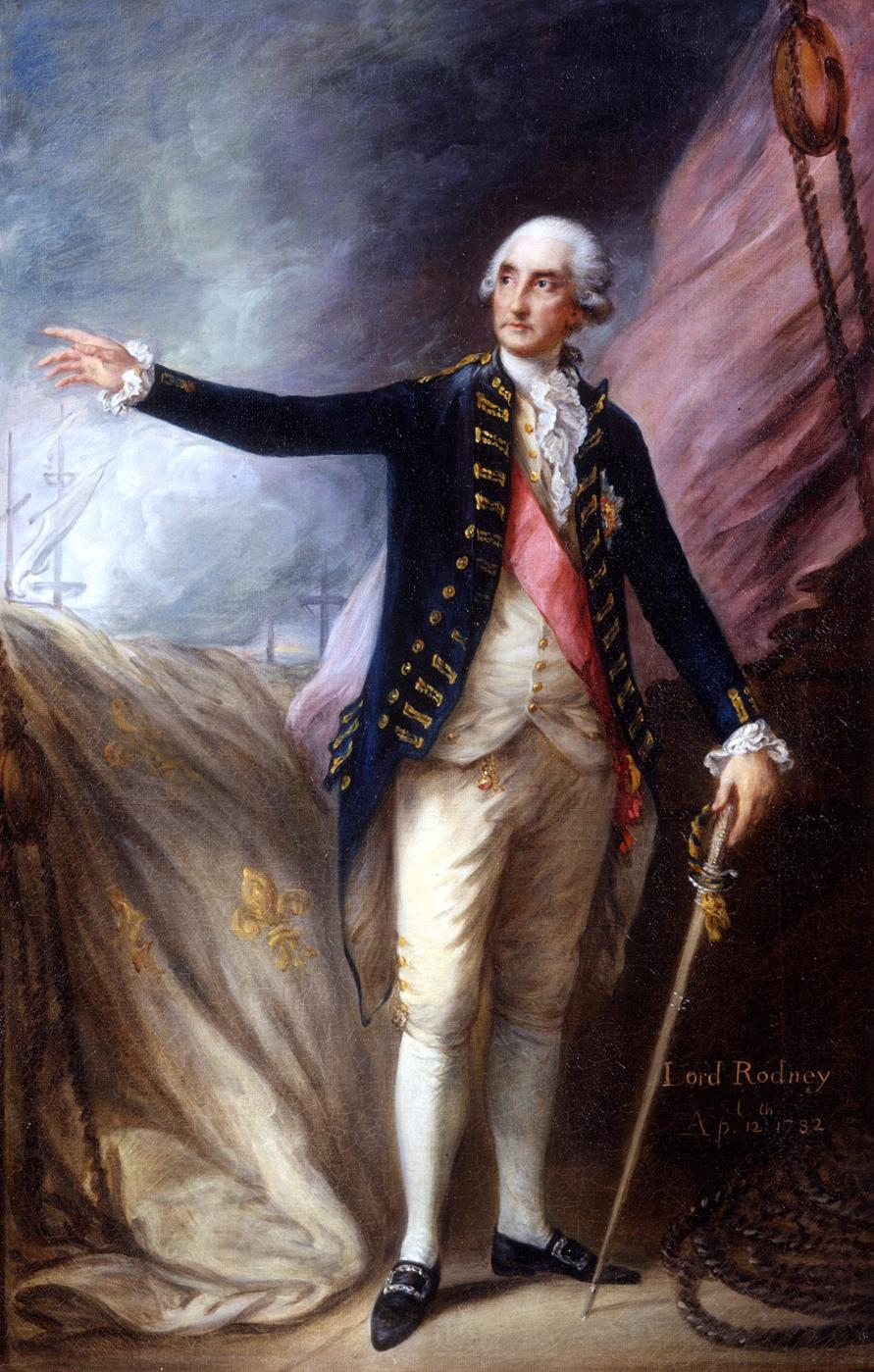
A csatahajó névadója, George Brydges Rodney (1718-1792) admirális.

A HMS Rodney, a Brit Királyi Haditengerészet egyik Nelson osztályú csatahajója volt. A hajó Sir George Brydges Rodney (1718-1792) tengernagyról kapta nevét.

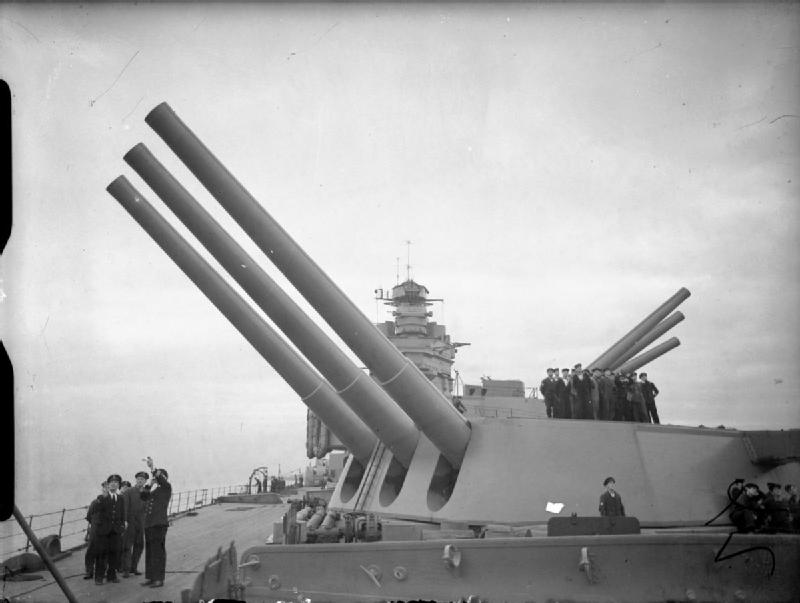
Az HMS Rodney fő lövegtornyai 1940-ben.

A hajót az 1922-es Washingtoni Flottaegyezmény megkötései szerint építették. Ennek következtében vízkiszorítása nem haladta meg a 35 000 tonnát, valamint számos további kompromisszumos megoldás volt felfedezhető rajta. A tervezésnél legfontosabb szempontnak a páncélzatot és a tűzerőt tekintették, a sebességnek csak másodlagos jelentőséget tulajdonítottak. A 406 mm-es ágyúit három lövegtoronyban helyezték el, melyek mindegyike a hajó elején helyezkedett el, így a kényes helyekre maximális vastagságú páncélzat kerülhetett. A tervezési megkötések ellenére is a Rodney és testvérhajója, a Nelson a kor legjobb hajói közé tartoztak, egészen 1940-1941-ig, mikor a csatahajók újabb generációját állították szolgálatba.
A Rodney-t 1922. december 28-án kezdték építeni a Cammell-Laird birkenheadi hajógyárában. Testvérhajójának, a Nelsonnak szintén ezen a napon kezdték el az építését. A Rodney-t 1925 decemberében bocsátották vízre és 1927 novemberében állították hadrendbe, három hónappal a Nelson után. A csatahajó építése 7,617 millió £-ba került. 1929-ben a hajó kapitánya George Campell Ross alparancsnok (alezredes) lett, Sir Archibald Ross, a hajóépítés úttörőjének fia.

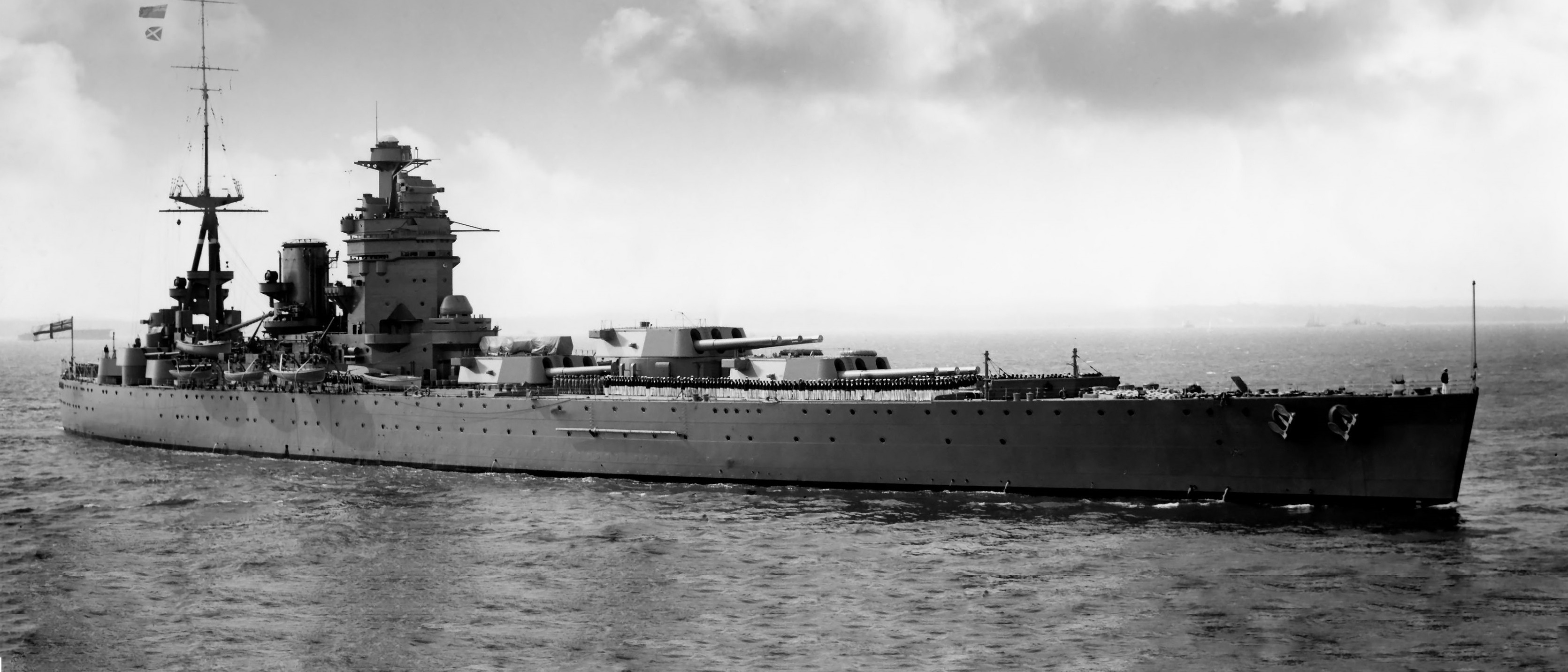
A Nelson osztályú brit HMS Rodney csatahajó.

## Szolgálata
Hadrendbe bocsátása és a második világháború kitörése közt, a hajó a brit Atlanti Flottában, vagy a Honi Flottában teljesített szolgálatot. 1931-ben a Rodney legénysége is részt vett az invergordoni lázadásban. 1939 decemberének végén a csatahajót javításoknak vetették alá, ugyanis kormánymű problémái adódtak.
1940. április 9-én, a Bergen melletti Karmo-szigetnél a hajót német repülőgépek támadták meg. A Rodney-ba egy 500 kg-os bomba csapódott, ami átszakította a fedélzetet, de nem robbant fel. 1940. szeptember 13-án a csatahajót áthelyezték Scapa Flowból Rosyth-ba, hogy az a La Manche-csatornánál teljesítsen szolgálatot, ugyanis a britek egy Anglia elleni német inváziótól tartottak. November és december között a Rodney konvojokat kísért a Brit-sziget és az Új-skóciai Halifax között. 1941 januárjában a Rodney is részt vett a Scharnhorst és a Gneisenau német csatacirkálók üldözésében, de sikertelenül. Március 16-án, egy konvoj kísérete során a hajó észlelte a német hajókat, de nem alakult ki köztük tűzpárbaj, mivel a német csatacirkálók, látván a nagy túlerőt, inkább visszafordultak.

## A Bismarck
1941 májusában, Dalrymple-Hamilton kapitány irányítása alatt a Rodney és két romboló, az RMS Britannic csapatszállító hajót kísérte Kanadába. A hajón civilek utaztak Amerikába, a visszaúton pedig kanadai csapatokat hozott volna Nagy-Britanniába. Május 24-én viszont, a Rodney parancsot kapott, hogy csatlakozzon a német Bismarck csatahajót üldöző hajókhoz. Május 26-án a hajó csatlakozott is a HMS King George V csatahajóhoz. Sir John Tovey tengernagy a rombolókat hazaküldte, mivel üzemanyaguk fogyóban volt. 1941. május 27-én a Rodney, a King George V valamint a Norfolk és a Dorsetshire cirkálók szembeszálltak a Bismarck csatahajóval, melyet előző nap megrongált egy brit torpedóbombázó torpedója. Miután a Bismarck lövegtornyait ártalmatlanították, a Rodney olyan közel ment a német hajóhoz, hogy a lövedékek röppályája egyenes volt, és a megfigyelők láthatták a becsapódást. Az egyik 406 mm-es lövedék a Bismarck második, Bruno lövegtornyát találta el, ami ennek következtében fel is robbant. A Rodney-t nem sokkal később hazarendelték, mivel fogytán volt az üzemanyaga. Mindezek ellenére, a hajónak még maradt ideje arra, hogy a sérült német hajóra torpedókat lőjön. Ez volt az egyetlen olyan ismert eset, mikor egy csatahajó egy másik csatahajót torpedóval megtámadott, bár nem találta el.

## Force H

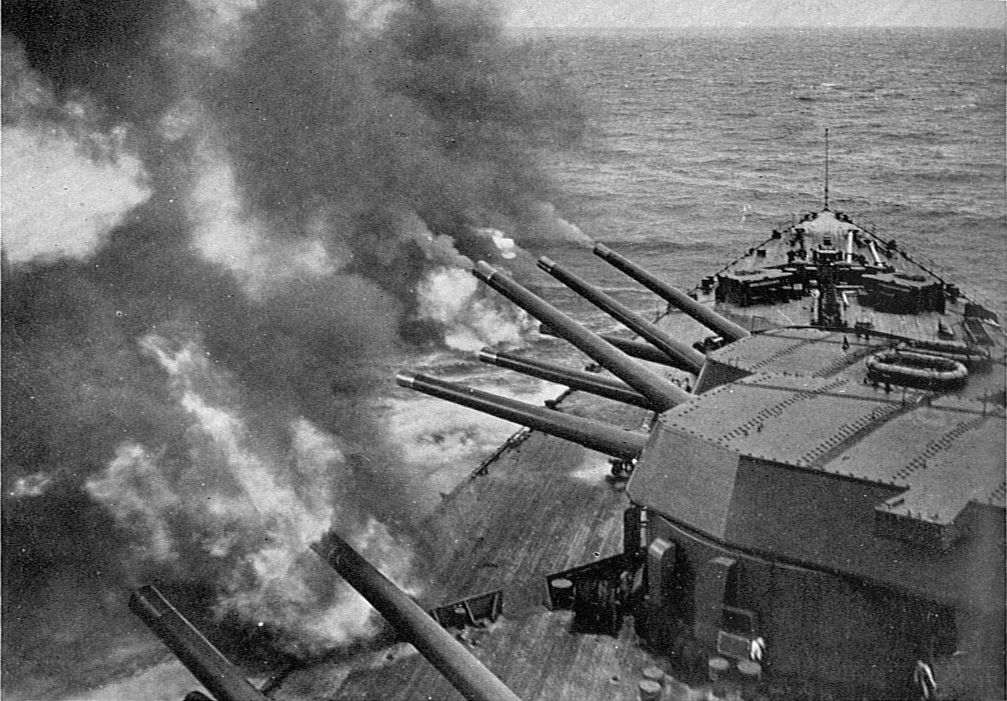
Az HMS Rodney brit csatahajó 406 mm-es lövegeinek oldalsortüze 1936-ban, lőgyakorlaton (Warships To-day, 1936)

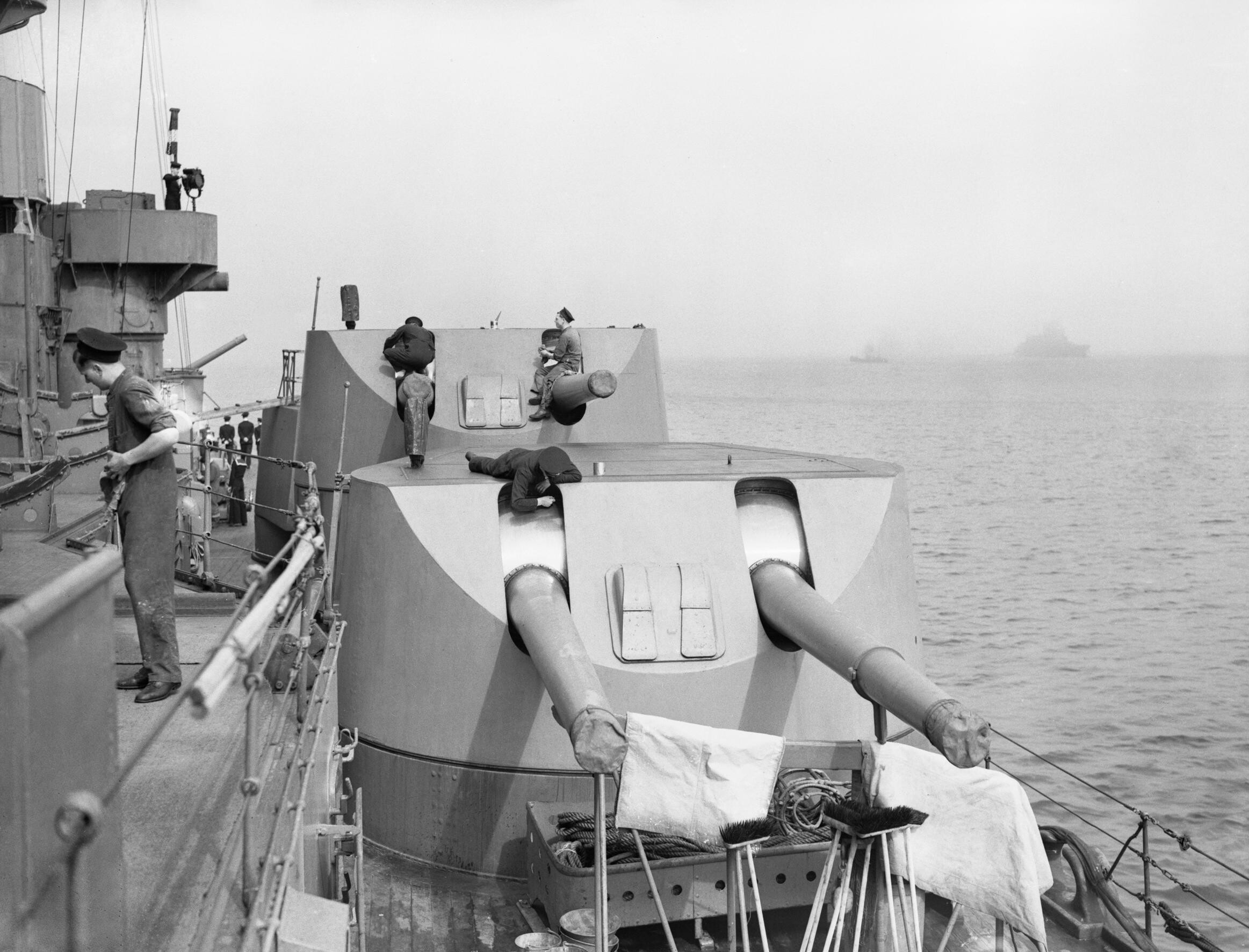
Az HMS Rodney brit csatahajó másodlagos fegyverzetét képező 152 mm L/50 BL Mk XXII típusú ágyúk és lövegtornyaik

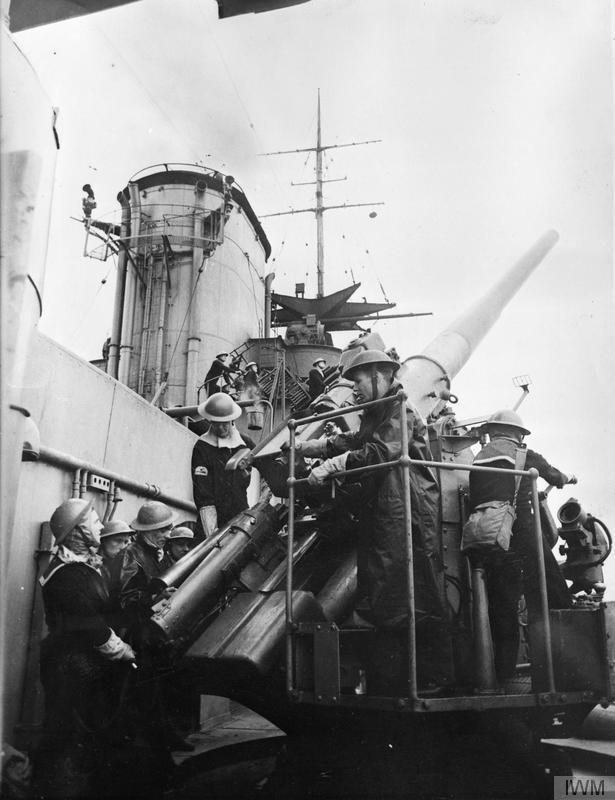
Az HMS Rodney brit csatahajó egyik 120 mm L/40 QF Mk VIII típusú légvédelmi ágyúja és annak kiszolgáló személyzete

Ezek után a Rodney a massachusettsi Bostonba hajózott, ahol gépein hajtottak végre javításokat. Szeptemberben a hajó a Gibraltárnál állomásozó Force H-hoz csatlakozott, ahol a Máltára tartó konvojokat kísérte. Novemberben hazatért és egy hónapig Izlandnál állomásozott. Ezt követően, 1942 májusáig tartó felújítása következett. A felújítás után visszatért a Force H-hoz, ahol ismét kísérő feladatokat látott el, valamint részt vett a Torch hadműveletben, azaz Északnyugat-Afrika megszállásában is. Később a szicíliai és salernói partraszállásban is segített. 1943 októberétől a Honi Flottához került, ahol 1944 júniusában a normandiai partraszállást segíthette caeni és Alderney-i célpontok ágyúzásával. 1944 szeptemberében a Murmanszkba tartó konvojok kíséretében vett részt.
A háború alatt a Rodney több mint 288 000 km-t hajózott úgy, hogy 1942 után főgépei már nem estek át nagyobb javításon. Egyre gyakoribb meghibásodásai miatt 1944 decemberétől a csatahajó Scapa Flowba került a Tartalék Flottához, és legénységét a hajó átépítésével bízták meg. Egészen 1948 februárjáig itt tartózkodott, majd eladták ócskavasnak. Szétbontását 1948. március 26-án kezdték el Inverkeithingben.

## Külső hivatkozások
- Képek a HMS Rodney-ról (Angol)